# Campeonato de Primera División 1956 (Argentina)
El Campeonato de Primera División 1956 fue la vigésima sexta temporada y el vigésimo octavo certamen de la era profesional de la Primera División de Argentina de fútbol. Se disputó desde el 15 de abril al 2 de diciembre, en dos ruedas de todos contra todos.
El campeón fue el Club Atlético River Plate, que se consagró por decimotercera vez en su historia, duodécima en el profesionalismo, y por segundo año consecutivo, con la dirección técnica de José María Minella. El campeonato se destacó por una intensa y pareja lucha por el título —con el liderato cambiando de manos un total de 10 veces en el transcurso del torneo—, y a su vez por la presencia de dos equipos fuera de los denominados cinco grandes —Lanús y Vélez Sarsfield— en la pelea por el título, finalizando subcampeón y quinto, respectivamente.
El Club Atlético Chacarita Juniors descendió a Primera División B, al haber ocupado el último lugar en la tabla de posiciones.

## Ascensos y descensos
| Pos | Equipo ascendido   |
| --- | ------------------ |
| 1.º | Argentinos Juniors |

| Pos  | Equipo descendido en la temporada 1955 |
| ---- | -------------------------------------- |
| 16.º | Platense                               |

## Equipos
| Equipo             | Ciudad       |
| ------------------ | ------------ |
| Argentinos Juniors | Buenos Aires |
| Boca Juniors       | Buenos Aires |
| Chacarita Juniors  | Villa Maipú  |
| Estudiantes        | La Plata     |
| Ferro Carril Oeste | Buenos Aires |
| Gimnasia y Esgrima | La Plata     |
| Huracán            | Buenos Aires |
| Independiente      | Avellaneda   |
| Lanús              | Lanús        |
| Newell's Old Boys  | Rosario      |
| Racing Club        | Avellaneda   |
| River Plate        | Buenos Aires |
| Rosario Central    | Rosario      |
| San Lorenzo        | Buenos Aires |
| Tigre              | Victoria     |
| Vélez Sarsfield    | Buenos Aires |

### Distribución geográfica de los equipos
| Región                 | Cant. | Equipos                                                                                                   |
| ---------------------- | ----- | --- |
| Ciudad de Buenos Aires | 7     | Argentinos Juniors, Boca Juniors, Ferro Carril Oeste, Huracán, River Plate, San Lorenzo y Vélez Sarsfield |
| Conurbano bonaerense   | 5     | Chacarita Juniors, Independiente, Lanús, Racing Club Y Tigre                                              |
| Ciudad de La Plata     | 2     | Estudiantes y Gimnasia y Esgrima                                                                          |
| Ciudad de Rosario      | 2     | Newell's Old Boys y Rosario Central                                                                       |

## Tabla de posiciones final
| Pos. | Equipo                  | Pts. | PJ | PG | PE | PP | GF | GC | Dif. |
| ---- | ----------------------- | ---- | -- | -- | -- | -- | -- | -- | ---- |
| 1.º  | River Plate             | 43   | 30 | 17 | 9  | 4  | 61 | 32 | 29   |
| 2.º  | Lanús                   | 41   | 30 | 15 | 11 | 4  | 59 | 37 | 22   |
| 3.º  | Boca Juniors            | 40   | 30 | 16 | 8  | 6  | 56 | 39 | 17   |
| 4.º  | Racing Club             | 39   | 30 | 14 | 11 | 5  | 53 | 32 | 21   |
| 5.º  | Vélez Sarsfield         | 37   | 30 | 13 | 11 | 6  | 48 | 44 | 4    |
| 6.º  | Rosario Central         | 30   | 30 | 11 | 8  | 11 | 49 | 46 | 3    |
| 7.º  | Independiente           | 30   | 30 | 12 | 6  | 12 | 44 | 42 | 2    |
| 8.º  | San Lorenzo             | 29   | 30 | 11 | 7  | 12 | 41 | 45 | −4   |
| 9.º  | Ferro Carril Oeste      | 27   | 30 | 10 | 7  | 13 | 44 | 49 | −5   |
| 10.º | Newell's Old Boys       | 26   | 30 | 9  | 8  | 13 | 44 | 48 | −4   |
| 11.º | Gimnasia y Esgrima (LP) | 26   | 30 | 7  | 12 | 11 | 50 | 59 | −9   |
| 12.º | Estudiantes (LP)        | 23   | 30 | 7  | 9  | 14 | 38 | 46 | −8   |
| 13.º | Huracán                 | 23   | 30 | 7  | 9  | 14 | 45 | 59 | −14  |
| 14.º | Argentinos Juniors      | 22   | 30 | 7  | 8  | 15 | 45 | 60 | −15  |
| 15.º | Tigre                   | 22   | 30 | 7  | 8  | 15 | 44 | 61 | −17  |
| 16.º | Chacarita Juniors       | 22   | 30 | 7  | 8  | 15 | 32 | 54 | −22  |

|  | Campeón.                           |
|  | Descendió a la Primera División B. |

### Evolución de las posiciones
| Equipo / Fecha     | 1    | 2    | 3    | 4    | 5    | 6    | 7    | 8    | 9    | 10   | 11   | 12   | 13   | 14   | 15   | 16   | 17   | 18   | 19   | 20   | 21   | 22   | 23   | 24   | 25   | 26   | 27   | 28   | 29   | 30   |
| ------------------ | ---- | ---- | ---- | ---- | ---- | ---- | ---- | ---- | ---- | ---- | ---- | ---- | ---- | ---- | ---- | ---- | ---- | ---- | ---- | ---- | ---- | ---- | ---- | ---- | ---- | ---- | ---- | ---- | ---- | ---- |
| River Plate        | 3.º  | 2.º  | 3.º  | 2.º  | 2.º  | 1.º  | 1.º  | 3.º  | 2.º  | 1.º  | 1.º  | 1.º  | 1.º  | 2.º  | 2.º  | 1.º  | 1.º  | 1.º  | 2.º  | 3.º  | 3.º  | 2.º  | 1.º  | 1.º  | 1.º  | 1.º  | 1.º  | 1.º  | 1.º  | 1.º  |
| Lanús              | 3.º  | 3.º  | 2.º  | 3.º  | 5.º  | 5.º  | 5.º  | 4.º  | 4.º  | 4.º  | 4.º  | 2.º  | 3.º  | 3.º  | 3.º  | 3.º  | 5.º  | 4.º  | 4.º  | 2.º  | 2.º  | 1.º  | 2.º  | 2.º  | 2.º  | 2.º  | 4.º  | 2.º  | 2.º  | 2.º  |
| Boca Juniors       | 1.º  | 6.º  | 4.º  | 4.º  | 3.º  | 3.º  | 2.º  | 1.º  | 1.º  | 2.º  | 2.º  | 4.º  | 2.º  | 1.º  | 1.º  | 2.º  | 2.º  | 3.º  | 1.º  | 4.º  | 4.º  | 5.º  | 4.º  | 3.º  | 3.º  | 3.º  | 2.º  | 4.º  | 4.º  | 3.º  |
| Racing Club        | 2.º  | 1.º  | 1.º  | 1.º  | 1.º  | 2.º  | 3.º  | 2.º  | 3.º  | 3.º  | 2.º  | 3.º  | 5.º  | 5.º  | 5.º  | 5.º  | 4.º  | 2.º  | 3.º  | 1.º  | 1.º  | 3.º  | 3.º  | 4.º  | 5.º  | 4.º  | 3.º  | 3.º  | 3.º  | 4.º  |
| Vélez Sarsfield    | 16.º | 10.º | 9.º  | 11.º | 10.º | 11.º | 7.º  | 9.º  | 6.º  | 7.º  | 5.º  | 5.º  | 4.º  | 4.º  | 4.º  | 4.º  | 3.º  | 5.º  | 5.º  | 5.º  | 5.º  | 4.º  | 5.º  | 5.º  | 4.º  | 5.º  | 5.º  | 5.º  | 5.º  | 5.º  |
| Rosario Central    | 7.º  | 14.º | 14.º | 14.º | 13.º | 15.º | 13.º | 12.º | 12.º | 10.º | 10.º | 7.º  | 8.º  | 7.º  | 8.º  | 7.º  | 8.º  | 8.º  | 7.º  | 7.º  | 7.º  | 7.º  | 7.º  | 6.º  | 6.º  | 6.º  | 6.º  | 6.º  | 6.º  | 6.º  |
| Independiente      | 11.º | 15.º | 16.º | 16.º | 16.º | 14.º | 15.º | 14.º | 14.º | 15.º | 13.º | 11.º | 12.º | 10.º | 11.º | 12.º | 10.º | 11.º | 10.º | 12.º | 10.º | 10.º | 9.º  | 8.º  | 8.º  | 7.º  | 7.º  | 7.º  | 7.º  | 7.º  |
| San Lorenzo        | 3.º  | 9.º  | 8.º  | 6.º  | 6.º  | 4.º  | 4.º  | 5.º  | 5.º  | 5.º  | 7.º  | 6.º  | 6.º  | 6.º  | 7.º  | 6.º  | 6.º  | 6.º  | 6.º  | 6.º  | 6.º  | 6.º  | 6.º  | 7.º  | 7.º  | 7.º  | 8.º  | 8.º  | 8.º  | 8.º  |
| Ferro Carril Oeste | 9.º  | 4.º  | 6.º  | 5.º  | 4.º  | 6.º  | 6.º  | 6.º  | 7.º  | 6.º  | 9.º  | 9.º  | 9.º  | 9.º  | 10.º | 9.º  | 9.º  | 9.º  | 9.º  | 9.º  | 9.º  | 8.º  | 8.º  | 10.º | 10.º | 10.º | 10.º | 10.º | 9.º  | 9.º  |
| Newell's Old Boys  | 11.º | 7.º  | 10.º | 12.º | 14.º | 16.º | 16.º | 16.º | 16.º | 16.º | 15.º | 16.º | 15.º | 15.º | 15.º | 15.º | 15.º | 14.º | 13.º | 13.º | 13.º | 13.º | 13.º | 14.º | 15.º | 12.º | 11.º | 11.º | 11.º | 10.º |
| Gimnasia (LP)      | 7.º  | 8.º  | 5.º  | 7.º  | 8.º  | 8.º  | 9.º  | 8.º  | 8.º  | 9.º  | 6.º  | 8.º  | 7.º  | 8.º  | 6.º  | 8.º  | 7.º  | 7.º  | 8.º  | 8.º  | 8.º  | 9.º  | 10.º | 9.º  | 9.º  | 9.º  | 9.º  | 9.º  | 10.º | 11.º |
| Estudiantes (LP)   | 3.º  | 4.º  | 7.º  | 8.º  | 11.º | 13.º | 10.º | 10.º | 10.º | 12.º | 12.º | 12.º | 11.º | 12.º | 13.º | 10.º | 13.º | 13.º | 14.º | 15.º | 15.º | 15.º | 15.º | 15.º | 14.º | 15.º | 15.º | 15.º | 14.º | 12.º |
| Huracán            | 9.º  | 13.º | 11.º | 8.º  | 9.º  | 9.º  | 11.º | 7.º  | 9.º  | 8.º  | 8.º  | 10.º | 10.º | 11.º | 12.º | 13.º | 14.º | 15.º | 15.º | 14.º | 14.º | 14.º | 14.º | 13.º | 12.º | 14.º | 12.º | 13.º | 12.º | 13.º |
| Argentinos Juniors | 11.º | 11.º | 15.º | 10.º | 7.º  | 7.º  | 8.º  | 13.º | 13.º | 13.º | 14.º | 14.º | 13.º | 13.º | 9.º  | 11.º | 12.º | 10.º | 11.º | 10.º | 11.º | 11.º | 11.º | 11.º | 11.º | 13.º | 13.º | 12.º | 13.º | 14.º |
| Tigre              | 15.º | 16.º | 13.º | 15.º | 12.º | 10.º | 12.º | 11.º | 11.º | 11.º | 11.º | 13.º | 14.º | 14.º | 14.º | 14.º | 11.º | 12.º | 12.º | 11.º | 12.º | 12.º | 12.º | 12.º | 13.º | 11.º | 14.º | 14.º | 15.º | 15.º |
| Chacarita Juniors  | 11.º | 11.º | 11.º | 13.º | 15.º | 12.º | 14.º | 15.º | 15.º | 14.º | 16.º | 15.º | 16.º | 16.º | 16.º | 16.º | 16.º | 16.º | 16.º | 16.º | 16.º | 16.º | 16.º | 16.º | 16.º | 16.º | 16.º | 16.º | 16.º | 16.º |

## Tabla de descenso
Ante el empate en puntos de tres equipos se tomó en cuenta, según establecía el reglamento, los partidos que habían disputado contra los cinco primeros de la tabla general de posiciones y entre los equipos a desempatar.
| Pos. | Equipo             | Pts. | PJ | PG | PE | PP | GF | GC | Dif. |
| ---- | ------------------ | ---- | -- | -- | -- | -- | -- | -- | ---- |
| 1.º  | Argentinos Juniors | 10   | 14 | 2  | 6  | 6  | 22 | 31 | −9   |
| 2.º  | Tigre              | 10   | 14 | 4  | 2  | 8  | 22 | 30 | −8   |
| 3.º  | Chacarita Juniors  | 9    | 14 | 2  | 5  | 7  | 14 | 22 | −8   |

|  | Descendió a la Primera División B. |

## Resultados
Fecha 1
15 de abril
Independiente 0 - River Plate 1 
Ferro 1 - Huracán 1 
Tigre 0 - Racing Club 2
Chacarita Juniors 0 - Lanús 1
San Lorenzo 1 - Argentinos Juniors 0
Estudiantes (LP) 1 - Newell's Old Boys 0
Rosario Central 2 - Gimnasia (LP) 2
Boca Juniors 4 - Vélez Sársfield 1
Fecha 2
22 de abril
River Plate 2 - Boca Juniors 1
San Lorenzo 1 - Ferro 2
Gimnasia (LP) 2 - Estudiantes (LP) 2
Newell's Old Boys 2 - Independiente 1
Racing Club 4 - Rosario Central 1
Vélez Sársfield 1 - Huracán 0
Argentinos Juniors 2 - Chacarita Juniors 2
Lanús 1 - Tigre 0
Fecha 3
28 de abril
Huracán 1 - River Plate 1
Estudiantes (LP) 0 - Racing Club 0
Chacarita Juniors 0 - San Lorenzo 0
Tigre 4 - Argentinos Juniors 3
Boca Juniors 3 - Newell's Old Boys 1
Rosario Central 2 - Lanús 2
Independiente 1 - Gimnasia (LP) 4
Ferro 1 - Vélez Sársfield 1
Fecha 4
6 de mayo
River Plate 4 - Vélez Sársfield 2
Lanús 1 - Estudiantes (LP) 0
Chacarita Juniors 1 - Ferro 2
Racing Club 2 - Independiente 0
Gimnasia (LP) 0 - Boca Juniors 1
San Lorenzo 5 - Tigre 1
Argentinos Juniors 3 - Rosario Central 0
Newell's Old Boys 0 - Huracán 1
Fecha 5
13 de mayo
Ferro 0 - River Plate 0
Huracán 1 - Gimnasia (LP) 1
Boca Juniors 1 - Racing Club 1
Estudiantes (LP) 0 - Argentinos Juniors 3
Rosario Central 1 - San Lorenzo 1
Independiente 5 - Lanús 3
Tigre 2 - Chacarita Juniors 1
Vélez Sársfield 2 - Newell's Old Boys 1
Fecha 6
20 de mayo
Newell's Old Boys 1 - River Plate 3
Lanús 2 - Boca Juniors 2
San Lorenzo 1 - Estudiantes (LP) 0
Racing Club 1 - Huracán 1
Chacarita Juniors 1 - Rosario Central 0
Argentinos Juniors 1 - Independiente 1
Gimnasia (LP) 2 - Vélez Sársfield 2
Tigre 4 - Ferro 1
Fecha 7
27 de mayo
River Plate 2 - Gimnasia (LP) 0
Huracán 2 - Lanús 4
Independiente 1 - San Lorenzo 2
Vélez Sársfield 1 - Racing Club 1
Boca Juniors 6 - Argentinos Juniors 3
Estudiantes (LP) 3 - Chacarita Juniors 0
Rosario Central 1 - Tigre 0
Ferro 4 - Newell's Old Boys 0
Fecha 8
3 de junio
Racing Club 4 - River Plate 2
Rosario Central 3 - Ferro 2
San Lorenzo 1 - Boca Juniors 2
Argentinos Juniors 0 - Huracán 6
Chacarita Juniors 1 - Independiente 2
Gimnasia (LP) 3 - Newell's Old Boys 2
Tigre 1 - Estudiantes (LP) 1
Lanús 2 - Vélez Sársfield 2
Fecha 9
9 de junio
Huracán 2 - San Lorenzo 4
17 de junio
River Plate 0 - Lanús 0
Independiente 0 - Tigre 0
Newell's Old Boys 1 - Racing Club 1
Vélez Sársfield 2 - Argentinos Juniors 1
Estudiantes (LP) 3 - Rosario Central 1
Boca Juniors 3 - Chacarita Juniors 1
Ferro 0 - Gimnasia (LP) 2
Fecha 10
15 de julio
Argentinos Juniors 1 - River Plate 2
Tigre 2 - Boca Juniors 2
Rosario Central 2 - Independiente 1
San Lorenzo 0 - Vélez Sársfield 1
Racing Club 1 - Gimnasia (LP) 1
Chacarita Juniors 0 - Huracán 0
Lanús 2 - Newell's Old Boys 1
Estudiantes (LP) 1 - Ferro 4
Fecha 11
22 de julio
River Plate 4 - San Lorenzo 1
Vélez Sársfield 3 - Chacarita Juniors 2
Newell's Old Boys 3 - Argentinos Juniors 0
Huracán 2 - Tigre 1
Boca Juniors 0 - Rosario Central 2
Independiente 2 - Estudiantes (LP) 0
Ferro 0 - Racing Club 2
Gimnasia (LP) 0 - Lanús 0
Fecha 12
29 de julio
Chacarita Juniors 1 - River Plate 1
Independiente 2 - Ferro 1
Lanús 2 - Racing Club 1
Tigre 1 - Vélez Sársfield 4
Estudiantes (LP) 3 - Boca Juniors 3
Argentinos Juniors 3 - Gimnasia (LP) 1
San Lorenzo 4 - Newell's Old Boys 1
Rosario Central 5 - Huracán 1
Fecha 13
5 de agosto
River Plate 2 - Tigre 2
Newell's Old Boys 2 - Chacarita Juniors 0
Boca Juniors 1 - Independiente 0
Ferro 1 - Lanús 1
Huracán 1 - Estudiantes (LP) 1
Vélez Sársfield 1 - Rosario Central 1
Gimnasia (LP) 3 - San Lorenzo 1
Racing Club 2 - Argentinos Juniors 3
Fecha 14
12 de agosto
Rosario Central 1 - River Plate 1
San Lorenzo 0 - Racing Club 0
Argentinos Juniors 1 - Lanús 1
Chacarita Juniors 3 - Gimnasia (LP) 1
Estudiantes (LP) 1 - Vélez Sársfield 1
Boca Juniors 3 - Ferro 2
Tigre 1 - Newell's Old Boys 1
Independiente 3 - Huracán 0
Fecha 15
26 de agosto
River Plate 2 - Estudiantes (LP) 0
Huracán 1 - Boca Juniors 2
Racing Club 3 - Chacarita Juniors 0
Lanús 4 - San Lorenzo 0
Newell's Old Boys 2 - Rosario Central 0
Gimnasia (LP) 2 - Tigre 2
Vélez Sársfield 2 - Independiente 1
Ferro 1 - Argentinos Juniors 2
Fecha 16
2 de septiembre
River Plate 4 - Independiente 1
Racing Club 3 - Tigre 2
Vélez Sársfield 2 - Boca Juniors 0
Gimnasia (LP) 0 - Rosario Central 2
Argentinos Juniors 0 - San Lorenzo 1
Huracán 0 - Ferro 1
Newell's Old Boys 1 - Estudiantes (LP) 1
Lanús 1 - Chacarita Juniors 1
Fecha 17
9 de septiembre
Boca Juniors 2 - River Plate 1
Tigre 4 - Lanús 2
Chacarita Juniors 1 - Argentinos Juniors 1
Independiente 3 - Newell's Old Boys 1
Rosario Central 0 - Racing Club 1
Huracán 1 - Vélez Sársfield 2
Ferro 2 - San Lorenzo 3
Estudiantes (LP) 2 - Gimnasia (LP) 3
Fecha 18
16 de septiembre
River Plate 3 - Huracán 0
Newell's Old Boys 2 - Boca Juniors 2
Argentinos Juniors 3 - Tigre 1
Vélez Sársfield 1 - Ferro 3
Racing Club 2 - Estudiantes (LP) 1
Lanús 4 - Rosario Central 2
San Lorenzo 4 - Chacarita Juniors 1
Gimnasia (LP) 0 - Independiente 0
Fecha 19
23 de septiembre
Vélez Sársfield 2 - River Plate 1
Boca Juniors 1 - Gimnasia (LP) 0
Rosario Central 1 - Argentinos Juniors 0
Independiente 2 - Racing Club 2
Huracán 2 - Newell's Old Boys 2
Estudiantes (LP) 1 - Lanús 2
Tigre 1 - San Lorenzo 1
Ferro 1 - Chacarita Juniors 1
Fecha 20
30 de septiembre
River Plate 0 - Ferro 0
Chacarita Juniors 0 - Tigre 1
Racing Club 1 - Boca Juniors 0
Lanús 2 - Independiente 0
Newell's Old Boys 1 - Vélez Sársfield 1
Gimnasia (LP) 2 - Huracán 2
Argentinos Juniors 3 - Estudiantes (LP) 0
San Lorenzo 1 - Rosario Central 1
Fecha 21
7 de octubre
River Plate 2 - Newell's Old Boys 1
Huracán 1 - Racing Club 3
Independiente 4 - Argentinos Juniors 1
Rosario Central 9 - Chacarita Juniors 2
Ferro 2 - Tigre 0
Estudiantes (LP) 0 - San Lorenzo 1
Vélez Sársfield 3 - Gimnasia (LP) 4
Boca Juniors 0 - Lanús 2
Fecha 22
12 de octubre
Gimnasia (LP) 1 - River Plate 4
14 de octubre
San Lorenzo 0 - Independiente 2
Racing Club 1 - Vélez Sársfield 3
Newell's Old Boys 1 - Ferro 2
Chacarita Juniors 1 - Estudiantes (LP) 0
Tigre 2 - Rosario Central 1
Lanús 4 - Huracán 1
Argentinos Juniors 1 - Boca Juniors 1
Fecha 23
21 de octubre
River Plate 2 - Racing Club 1
Boca Juniors 2 - San Lorenzo 0
Vélez Sársfield 1 - Lanús 1
Huracán 5 - Argentinos Juniors 3
Newell's Old Boys 3 - Gimnasia (LP) 2
Ferro 1 - Rosario Central 2
Estudiantes (LP) 4 - Tigre 1
Independiente 3 - Chacarita Juniors 0
Fecha 24
28 de octubre
Lanús 1 - River Plate 3
Chacarita Juniors 2 - Boca Juniors 3
San Lorenzo 0 - Huracán 1
Racing Club 2 - Newell's Old Boys 2
Tigre 2 - Independiente 3
Argentinos Juniors 1 - Vélez Sársfield 1
Gimnasia (LP) 5 - Ferro 2
Rosario Central 1 - Estudiantes (LP) 1
Fecha 25
1 de noviembre
River Plate 3 - Argentinos Juniors 1
Boca Juniors 3 - Tigre 1
Gimnasia (LP) 1 - Racing Club 1
Newell's Old Boys 1 - Lanús 1
Independiente 0 - Rosario Central 1
Vélez Sársfield 1 - San Lorenzo 0
Huracán 3 - Chacarita Juniors 1
Ferro 1 - Estudiantes (LP) 3
Fecha 26
4 de noviembre
San Lorenzo 3 - River Plate 3
Chacarita Juniors 1 - Vélez Sársfield 0
Argentinos Juniors 0 - Newell's Old Boys 1
Tigre 3 - Huracán 2
Lanús 5 - Gimnasia (LP) 3
Rosario Central 1 - Boca Juniors 1
Estudiantes (LP) 1 - Independiente 2
Racing Club 2 - Ferro 0
Fecha 27
11 de noviembre
River Plate 1 - Chacarita Juniors 1
Huracán 3 - Rosario Central 1
Vélez Sársfield 2 - Tigre 1
Boca Juniors 1 - Estudiantes (LP) 0
Ferro 2 - Independiente 1
Gimnasia (LP) 2 - Argentinos Juniors 2
Racing Club 2 - Lanús 1
Newell's Old Boys 3 - San Lorenzo 0
Fecha 28
17 de noviembre
San Lorenzo 3 - Gimnasia (LP) 0
18 de noviembre
Tigre 1 - River Plate 2
Independiente 1 - Boca Juniors 0
Lanús 3 - Ferro 1
Argentinos Juniors 1 - Racing Club 1
Chacarita Juniors 2 - Newell's Old Boys 1
Rosario Central 4 - Vélez Sársfield 0
Estudiantes (LP) 4 - Huracán 2
Fecha 29
25 de noviembre
River Plate 4 - Rosario Central 0
Racing Club 6 - San Lorenzo 2
Huracán 1 - Independiente 1
Vélez Sársfield 2 - Estudiantes (LP) 2
Gimnasia (LP) 1 - Chacarita Juniors 4
Newell's Old Boys 3 - Tigre 1
Lanús 4 - Argentinos Juniors 0
Ferro 2 - Boca Juniors 2
Fecha 30
1 de diciembre
Rosario Central 1 - Newell's Old Boys 2
2 de diciembre
Estudiantes (LP) 2 - River Plate 1
Chacarita Juniors 1 - Racing Club 0
Argentinos Juniors 1 - Ferro 2
Tigre 2 - Gimnasia (LP) 2
Boca Juniors 4 - Huracán 1
Independiente 1 - Vélez Sársfield 1
San Lorenzo 0 - Lanús 0

## Descensos y ascensos
Chacarita Juniors descendió a Primera División B, siendo reemplazado por Atlanta para el Campeonato de Primera División 1957.

## Goleadores
| Jugador              | Jugador               | Goles | Equipo          |
| -------------------- | --------------------- | ----- | --------------- |
| Bandera de Argentina | Juan Alberto Castro   | 17    | Rosario Central |
| Bandera de Argentina | Ernesto Grillo        | 17    | Independiente   |
| Bandera de Argentina | Orestes Omar Corbatta | 15    | Racing Club     |
| Bandera de Argentina | Antonio Angelillo     | 14    | Boca Juniors    |
| Bandera de Argentina | Dante Lugo            | 14    | Lanús           |